# 영조어진
영조어진(英祖 御眞)은 조선의 제21대 국왕인 영조의 51세때의 모습을 그린 어진이다. 서울특별시 종로구 국립고궁박물관에 소장 되어있으며 보물 제932호로 지정되었다.

## 개요
조선 영조의 초상화이다. 영조는 심각한 당파 싸움에 대하여 탕평책을 실시하고, 인재를 고르게 등용하여 사회를 안정시켰으며 스스로 학문을 즐겨 문예 부흥기를 이루었다.
이 그림은 51세 때 모습을 그린 것으로, 가로 68cm, 세로 110cm 크기의 비단에 채색하여 그렸다. 오른쪽을 바라 보고 있는 모습인데, 머리에는 임금이 쓰는 익선관을 쓰고, 양어깨와 가슴에는 용을 수놓은 붉은색의 곤룡포를 입고 있다. 얼굴에는 붉은 기운이 돌고 있고 두 눈은 치켜 올라갔으며 높은 콧등과 코 가장자리, 입의 양끝은 조각처럼 직선적으로 표현되었다. 가슴에 있는 각대 역시 위로 올라가 있고, 옷의 외곽선을 따로 긋지 않는 등 조선 후기의 초상화 양식이 보인다.
이 초상화의 원본은 1744년(영조 20년), 장경주, 김두량이 제작한 뒤, 육상궁에 보존 중이었으나, 한국전쟁으로 불타 없어졌다. 현재 전해지는 것은, 1900년에 당대 일류급 초상화가들인 채용신, 조석진이 원본을 보고 그린 것이다. 비록 원본은 아니지만, 원본을 충실하게 그린 것으로 현존하는 왕의 영정 가운데 주목할 만한 작품으로 여겨진다.

## 같이 보기
- 태조 어진
- 영조

## 참고 자료
- 영조어진 (英祖御眞) - 국가유산청 국가유산포털